# Auger-effektus
Az Auger-effektus vagy Auger-emisszió (kiejtés: IPA [o.ʒe]; kb. ozsé) egy fizikai jelenség, melyben egy elektron kilépése az atomból egy másik elektron kilépését vonja maga után. Ez a másodjára kibocsátott elektron az Auger-elektron. A jelenség névadója Pierre Victor Auger francia fizikus.

## A jelenség
Amikor valamilyen kölcsönhatás következtében egy az atomban kötött állapotban lévő elektron, magasabb energiájú állapotba kerül, vagy ionizáció miatt távozik az atomból, akkor a helyét egy magasabb energiaszinten lévő elektron tölti be. A folyamat energiafelszabadulással jár. Habár ez az energia néha foton formájában távozik, az energiát egy másik elektron is megkaphatja, és elhagyhatja az atomot, ezt nevezik Auger-elektronnak.
A kilépéskor az Auger-elektron kinetikus energiája megfelel annak az energiakülönbségnek, mely a kezdeti elektronátmenet energiája és annak a héjnak az energiája között áll fenn, amelyről az Auger-elektron kilépett. Ezek az energiaszintek az atomtól és az atom kémiai környezetétől függenek. Az Auger-elektron spektroszkópia röntgensugarakkal vagy nagy energiájú elektronokkal bombázva gerjeszti az Auger-elektronokat, melyeknek intenzitását az Auger-elektron energiájának függvényeként mérik. Az így kapott spektrumok alapján azonosíthatók a kibocsátó atomok, valamint környezetük bizonyos tulajdonságai. 
Hasonló Auger-effektus jön létre félvezetőkben, amikor egy elektron és egy elektronhiány rekombinálódva átadja energiáját a vezetősávban tartózkodó elektronnak, növelve annak energiáját.
Az ellentétes hatást elektron ütközéses ionizációnak nevezik. 

## Története
Az Auger-effektust 1923-ban Lise Meitner osztrák fizikusnő és két évvel később Pierre Victor Auger francia fizikus egymástól függetlenül fedezték fel.